# Johann Höhn (starszy)

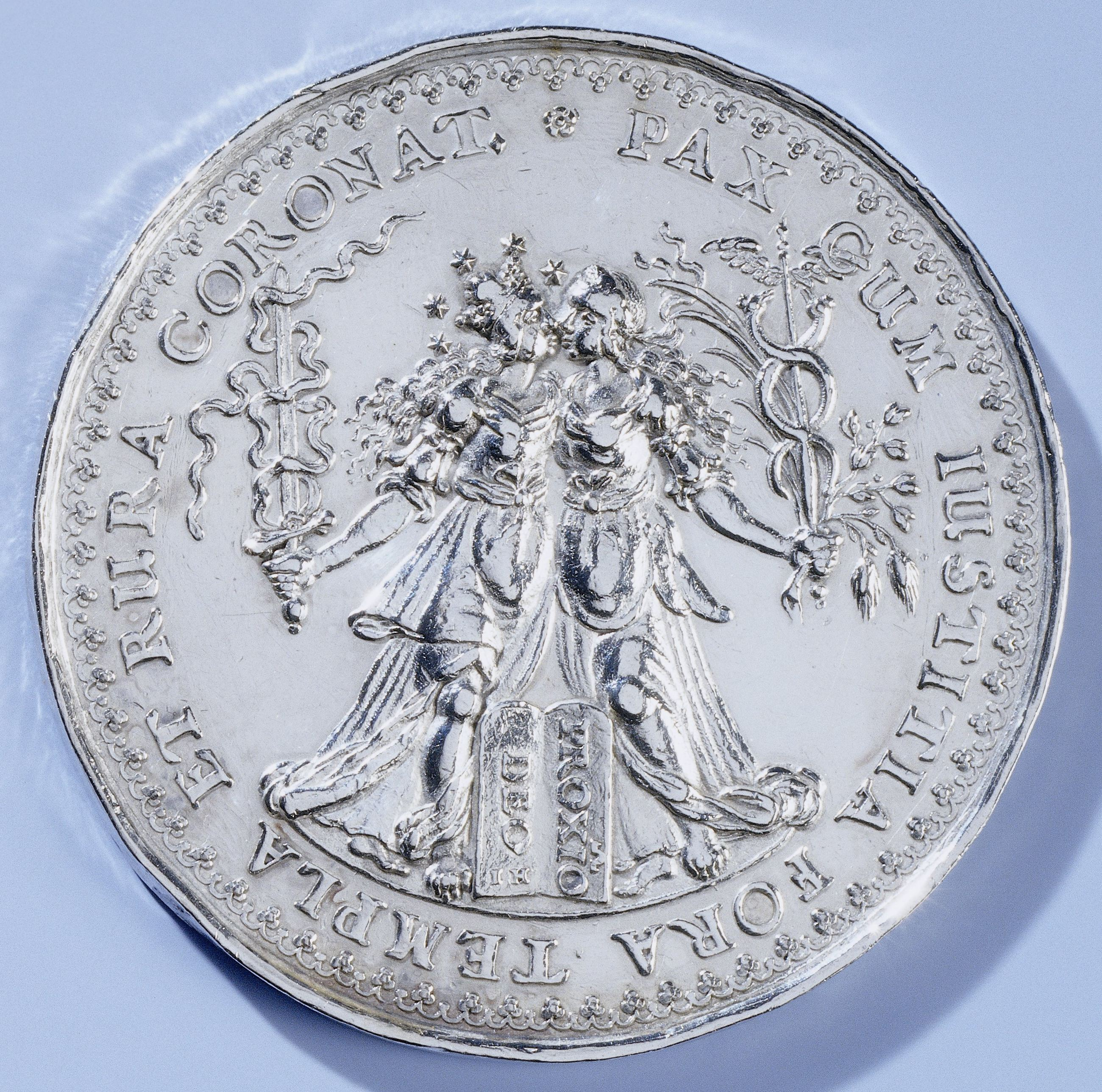
Medal J. Höhna z okazji zawarcia pokoju westfalskiego w 1648

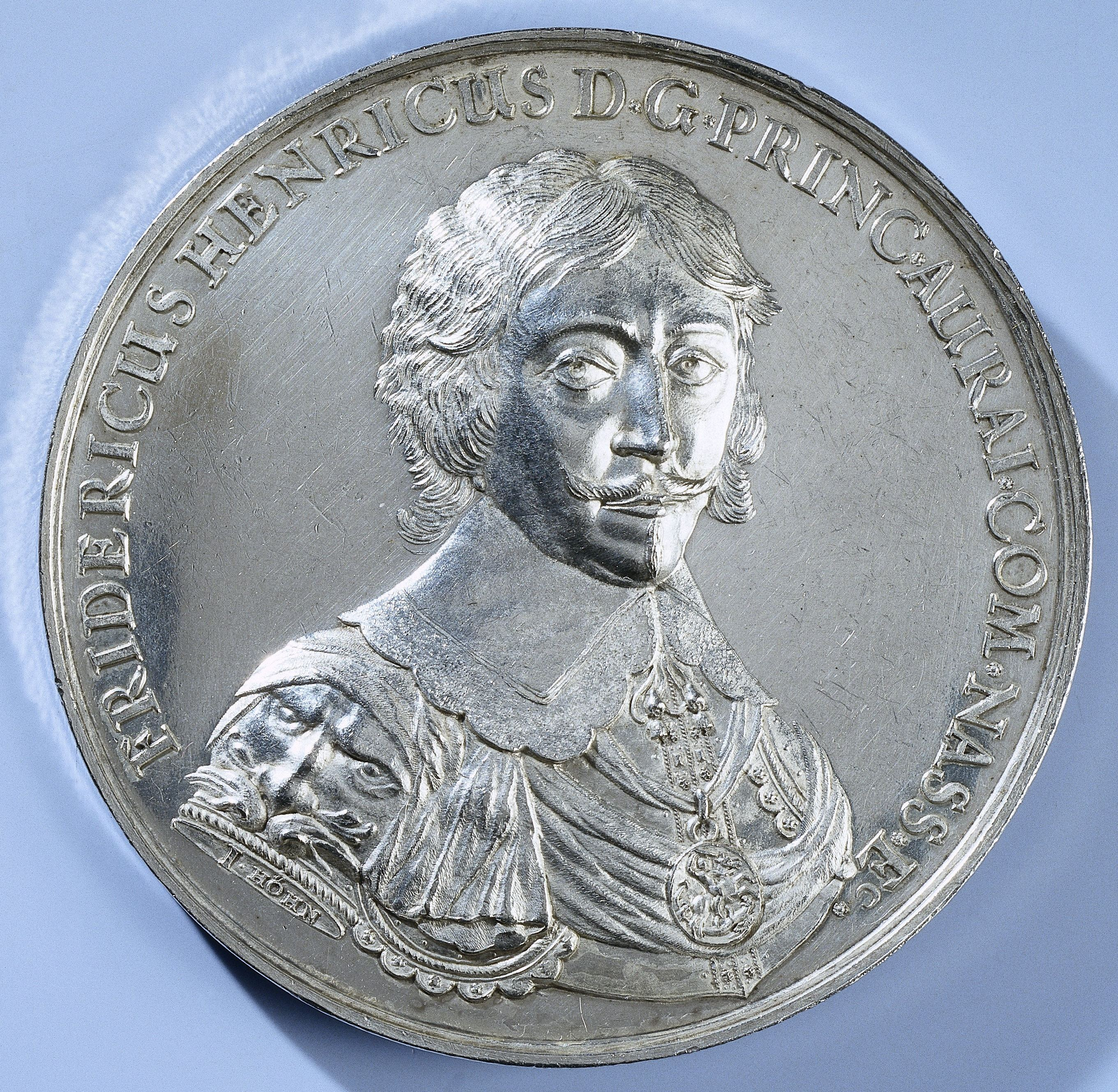
Portret Fryderyka Henryka Orańskiego z 1647 autorstwa J. Höhna

Johann Höhn, Jan Höhn starszy (ur. w 1607 w Strasburgu, zm. po 19 maja 1664 w Gdańsku) – niemiecki i gdański medalier.
Urodził się w rodzinie mieszczańskiej, jego ojciec był ławnikiem, a z zawodu cieślą okrętowym. Zawodu uczył się u Sebastiana Dadlera, z którym później czasem współpracował, a także kopiował niektóre jego medale. Aktywny zawodowo jako medalier i mincerz był co najmniej od 1635, początkowo w różnych miastach Niemiec. W 1635 pracował w Bydgoszcz dla tamtejszej mennicy. W następnym roku zamieszkał w Gdańsku i z miastem tym związał się do końca życia, zostając jego obywatelem w roku 1641 oraz osiągając tam szczyt swojej kariery medalierskiej. 
W roku 1641 wziął ślub z Elżbietą z d. Martin, ich synem był Johann Höhn (młodszy), który również został medalierem.
Uważany jest za czołowego medaliera Gdańska, reprezentuje styl późnego baroku. Miał wpływ na innych medalierów XVII w., niektórzy  z nich kopiowali jego prace. W Gdańsku tworzył monety, w tym głównie donatywy, a także liczne medale okolicznościowe upamiętniające aktualne wydarzenia w Polsce i Gdańsku oraz medale z wizerunkami polskich władców lub magnatów. Na niektórych donatywach zawarł widoki Gdańska albo jego części. Realizował też wówczas zamówienia na medale dla księcia Fryderyka Wilhelma I i stemple do bicia monet oraz medali dla Rygi. Jest również autorem medali bitych z okazji śmierci Anny pomorskiej oraz Melchiora von Hatzfeldta. Oprócz dzieł indywidualnych tworzonych dla możnych klientów, miał też przywilej od Gdańska na bicie okolicznościowych medali o większym nakładzie przeznaczone dla większych grup odbiorców.  
Medale artysty znajdują się w kolekcjach British Museum, Rijksmuseum, Muzeum Narodowego w Poznaniu, Muzeum Narodowego w Kielcach  i muzeum Zamku na Wawelu. Medal wspólnego autorstwa z S. Dadlerem jest w Münzkabinett Muzeum Bodego. Ponadto w zbiorach Metropolitan Museum of Art oraz Muzeum Wiktorii i Alberta są pojedyncze medale autorstwa Johanna Höhna, ale nie wiadomo czy ojca, czy syna . 